# IMAX
 (транскр.  Ајмакс) је власнички систем камера високе резолуције, филмских формата, филмских пројектора и биоскопа познат по врло великим екранима са високим односом страница (приближно 1.43:1 или 1.90:1) и стрмим седиштима на стадиону.